# Ксандров Володимир Миколайович
Володимир Миколайович Ксандров (12 січня 1877, Мала Олексіївка, Бирюцький повіт, Воронезька губернія — 15 квітня 1942, Малмиж, Кіровська область) — радянський діяч, голова Ради народного господарства УСРР (1922—1923) та член президії ВРНГ СРСР, голова виконавчого комітету Симбірської губернської ради.

## Біографія
Народився 12 січня 1877 року в дворянській родині в селі Мала Олексіївка Воронезької губернії (за іншими даними — в станиці Святий Хрест Ставропольської губернії). З 1885 року навчався в Бірючинському повітовому училищі, потім перейшов до Воронезького реального училища. З 1895 року — студент Харківського технологічного інституту. Після закінчення другого курсу звільнений з інституту.
З 1899 року перебував під наглядом поліції, працював креслярем в Управлінні Рязано-Уральської залізниці. У 1901 році заарештований, засуджений на заслання до Вологодської губернії.
Член РСДРП(б) з 1904 року.
Після заслання працював керівником типографії «Дело». У 1908 році заарештований і відправлений на заслання до Симбірська. У січні 1916 року повернувся до Петрограда.
Після революції 1917 року виїхав до Симбірська, де став членом місцевої ради робітничих депутатів. У жовтні 1917 року очолив Симбірський революційний комітет, згодом став членом Симбірського губернського комітету РКП(б).
У грудні 1917 — лютому 1918 року — голова виконавчого комітету Симбірської губернської ради.
У 1918—1920 роках — голова Головного паливного комітету Вищої ради народного господарства (ВРНГ) РРФСР, член колегії Народного комісаріату шляхів сполучення РРФСР, надзвичайний комісар Головного управління шляхів сполучення на Східному фронті, надзвичайний комісар Головного управління шляхів сполучення на Туркестанському фронті, голова комісії Ради Оборони РРФСР з вивезення майна з Петрограда, уповноважений Ради праці і оборони РРФСР на Південному фронті, уповноважений Ради праці і оборони РРФСР на Західному фронті.
З 17 лютого 1920 року — член Промислового бюро Української СРР.
З 18 березня 1920 року — уповноважений Народного комісаріату шляхів сполучення РРФСР по Українській СРР.
З 1920 по 1921 рік — член президії та заступник голови Української Ради Народного Господарства, особливоуповноважений Ради праці і оборони РРФСР в Донбасі.
З 27 березня 1921 року — голова Комісії з поліпшення побуту робітників при Всеукраїнському ЦВК. У 1921 році — член Комітету державних споруд РРФСР.
У 1921—1922 роках — голова Державної планової комісії при РНК Української СРР.
У 1922—1923 роках — голова президії Української Ради Народного Господарства.
З серпня 1922 по 1923 рік — заступник голови Ради народних комісарів Української СРР.
На 1923 рік — директор-розпорядник Українського акціонерного товариства повітряних сполучень.
1 листопада 1923 — 25 грудня 1929 року — член Президії Вищої ради народного господарства СРСР.
З 1923 року — голова Вищої арбітражної комісії СРСР, голова правління Промислового Банку СРСР.
З березня по 17 листопада 1927 року — заступник голови, з 17 листопада 1927 по 1929 рік — голова Головного концесійного комітету СРСР.
Потім — член президії Державної планової комісії при РНК СРСР. Очолював Російське товариство добровільного повітряного флоту «Доброліт».
З 1931 року — голова Вищої технічної ради Народного комісаріату шляхів сполучення СРСР.
З 1934 року — начальник служби шляху Управління західних залізниць (Московсько-Казанської залізниці) Народного комісаріату шляхів сполучення СРСР.
З 1937 по 1938 рік — начальник будівництва Гайно-Кайської залізниці НКВС у Кіровській області.
У 1938 році заарештований органами НКВС. 20 квітня 1941 року Ксандрова засудили до 10 років ув'язнення, а через рік він помер у в'язниці міста Малмижа.
У 1955 році посмертно реабілітований.

## Джерело
- Ксандров [Архівовано 1 лютого 2014 у Wayback Machine.] (рос.)
- Ксандров Владимир Николаевич [Архівовано 6 липня 2020 у Wayback Machine.] (рос.)
- Ксандров Владимир Николаевич [Архівовано 15 січня 2019 у Wayback Machine.] (рос.)